# Har Magor
Har Magor (hebrejsky: הר מגור) je hora o nadmořské výšce 713 metrů v severním Izraeli, v Horní Galileji, na hranici s Libanonem.
Má podobu plochého návrší, které se zvedá cca 1,5 kilometru severovýchodně od vesnice Štula a 1 kilometr západně od libanonské obce Aita Ech Chaab. Přímo přes vrcholovou partii prochází pohraniční silnice. Severním směrem terén prudce spadá do údolí horního toku vádí Nachal Becet. Zde byli v roce 2006 uneseni hnutím Hizballáh dva izraelští vojáci, Ehud Goldwasser a Eldad Regev. V důsledku tohoto incidentu pak došlo k druhé libanonské válce. Na protější straně údolí se zvedá vrch Har Amiram. Společně s horou Har Rahav jižně od vesnice Štula jsou tyto tři vrcholy někdy označovány též jako Har Ajta.